# Monad
Monad (Monad?) è il quarto album della rock band visual kei giapponese Vidoll. È stato pubblicato il 20 gennaio 2010 dalla label major Nippon Crown.
Esistono due edizioni dell'album: una normale con custodia jewel case, ed una speciale in edizione limitata con custodia jewel case, cover diversa e DVD extra.

## Tracce
Tutti i brani sono testo e musica di Jui, tranne dove indicato.

Dopo il titolo è indicata fra parentesi "()" la grafia originale del titolo, eventuali note sono riportate dopo il punto e virgola ";".
1. Memories (Memories?) - 4:25 (Jui - Rame)
2. EVE (EVE?) - 4:56
3. IKAROS (IKAROS?) - 3:47
4. Enren ~Long amour de la distance~ (焔恋〜Long amour de la distance〜?) - 3:55 (Jui - Rame)
5. Darwinism (Darwinism?) - 3:26 (Jui - Rame)
6. Remind Story 2 ~Hatsukoi~ (リマインドストーリー2〜初恋〜?) - 4:05
7. Hot cage mix (Hot cage mix?) - 4:10 (Jui - Rame)
8. Eirene (Eirene?) - 3:35 (Jui - Shun)
9. Focus (Focus?) - 4:14
10. Lib[lo]ve (Lib[lo]ve?) - 3:48
11. Dear close friend (Dear close friend?) - 6:58 (Jui - Tero); bonus track presente solo nell'edizione normale dell'album

### DVD
1. VIDOLL TOUR 2009 ~20 flight of stairs~ FINAL "Execution"; live

## Singoli
- 08/07/2009 - Focus
- 02/12/2009 - EVE

## Formazione
- Jui - voce
- Shun - chitarra
- Giru - chitarra
- Rame - basso
- Tero - batteria, pianoforte